# Arctostaphylos montereyensis
Arctostaphylos montereyensis là một loài thực vật có hoa trong họ Thạch nam. Loài này được Hoover mô tả khoa học đầu tiên năm 1964.